# 大和田車站 (北海道)
大和田站（日语：／ Ōwada eki */?）是位於北海道留萌市大和田3丁目，隸屬於北海道旅客鐵道（JR北海道）留萌本線的鐵路車站。電報略號為ワタ。
車站名稱源自過去曾在車站附近經營煤礦經營者的姓名。

## 歷史
本車站由大和田煤礦的擁有者大和田莊七所捐贈，以連輸煤礦為目的而開設。
- 1907年（明治40年） - 舖設連接大和田煤礦及齋藤煤礦至留萌港的馬車鐵道。
- 1910年（明治43年）11月23日 - 鐵道省留萌線深川車站至留萌車站之間設置本車站。
- 1918年（大正7年）至1924年（大正13年） - 北海煤業大和田煤礦於本車站設置裝卸場。廢除與留萌港之間的馬車鐵道，由此裝卸場取代。
- 1925年（大正14年） - 大和田煤礦封山。
- 1931年（昭和6年）10月10日 - 留萌線改稱為留萌本線。
- 1938年（昭和13年） - 壽煤礦大和田礦業於本車站設置專用路軌及裝卸場。
- 1949年（昭和24年）6月1日 - 由日本國有鐵道接管。
- 1957年（昭和32年） - 壽煤礦專用路軌廢除。
- 1960年（昭和35年）9月15日 - 取消貨物裝卸業務。
- 1984年（昭和59年）2月1日 - 取消行李裝卸業務。同時因為停止賣票及檢票的業務，不再派遣相關職員於車站（無人化）。但繼續派遣負責閉塞的職員。
- 1986年（昭和61年）11月1日 - 由於閉塞系統改進而移走交會設備。車站完全無人化。
- 1980年代後半 - 車站建築改建，變成由列車改建成的車站建築。
- 1987年（昭和62年）4月1日 - 由於國鐵分割民營化，車站由JR北海道管理。
- 2023年（令和5年）4月1日 - 留萌本線石狩沼田至留萌廢線，本站廢站。

## 構造
廢站前為1面1線的地面車站，側式月台位於路軌的南方（留萌方向的右方），沒有轉轍器的單線鐵路車站。以前曾是能夠進行列車交會的車站，車站建築的南方為上行路軌，它的北方為下行路軌。車站建築與月台依靠月台北方的平交道連接。此外，上行路軌往深川方向沿車站大樓的東方設有1條側線。但這些設備都於1993年3月移走。
為無人車站，車站建築於還是設有職員的車站時與藤山車站相同，沒有設置廁所。現時的車站建築是採用與宗谷本線相同外觀的列車改建而成。車站建築位於車站的南方，與月台有一小段距離，並設置於舊車站建築的地基上。外觀的裝飾因為時間而殘舊並鏽蝕。此外，車站上方約60至70米的位置曾安置一些煤塊作為裝飾，但於車站無人化後移走。

## 載客量
- 1981年度的每天載客量為15人。
- 1992年度的每天載客量為26人。
- 2011年至2015年度平均每天載客量少於10人[1]。

## 周邊
附近是大和田的聚居地。由於國道位於車站背後，並由一條由礫石舖成的道路連接，因此車站並不是十分有人氣的地方。
- 國道233（日语：国道233号）號（留萌國道）
- 留萌警察署大和田駐在所
- 大和田郵局
- 留萌川
- 沿岸巴士、道北巴士「大和田」車站

## 相鄰車站
北海道旅客鐵道
留萌本線
藤山－大和田－（東留萌）－留萌
位於大和田站至留萌站之間的東留萌信號場，已於1941年12月9日被廢站。
往深川（上行列車）方向的列車，部份（4920D、4926D）不會停靠本車站。
往留萌（下行列車）方向的列車，4921D不會停靠藤山車站及幌糠車站而直達峠下車站。

## 外部連結
- 大和田站（JR北海道旭川分社）（日語）